# 드니프로 지하철

드니프로 지하철의 로고

드니프로 지하철 노선도

드니프로 지하철(우크라이나어: Дніпровський метрополітен, 러시아어: Днепровский метрополитен)은 우크라이나 드니프로의 지하철이다.

## 역사
1979년 소련 내각위원회가 소련 공산당 중앙위원회에 의해 드니프로페트로우스크(현재의 드니프로)에 지하철을 건설하기 위한 조사 계획을 승인했다. 1981년 2월 20일에 설계 작업에 들어갔고 1982년 3월 15일에 건설이 시작되었다. 소련의 붕괴로 인해 공사가 한동안 중단되었다가 1995년 12월 29일에 개통되었다. 우크라이나에서는 키이우, 하르키우에 이어 3번째로 개통된 지하철이다.

## 운영
드니프로 지하철은 1개 노선이 운행되고 있으며 전체 길이는 7.8km, 역 수는 6개이다. 새벽 5시 30분부터 밤 11시까지 운행되며 하루에 평균 약 22,200명이 이용한다. 2021년까지 전체 길이를 11.82km, 역 수를 9개로 확장하는 공사가 진행될 예정이다.

## 같이 보기
- 키이우 지하철
- 하르키우 지하철